# Kasumi (Dead or Alive)
Kasumi (か す み) es un personaje de la serie de videojuegos de lucha Dead or Alive, ha aparecido en todas las entregas de la saga. Además según la historia del juego fue la ganadora del torneo Dead or Alive 1.
Kasumi ha sido el personaje principal de la franquicia Dead or Alive desde su estreno en 1996. Ella fue la protagonista oficial en los primeros dos juegos de la serie y también fue un personaje principal en el quinto juego y en la película DOA: Dead or Alive , en el que fue interpretada por Devon Aoki.
Kasumi se ha convertido en un símbolo de la franquicia Dead or Alive y es el favorito del fundador de Team Ninja y del creador de la serie, Tomonobu Itagaki. Ella ha sido objeto de diversos productos y se utilizó para promover las consolas Xbox en Japón. Kasumi es un símbolo sexual popular en la cultura de los videojuegos y un icónico personaje ninja. Debido a las diferencias en las normas culturales, también ha atraído cierta controversia en Occidente que involucra el erotismo, la Física de pechos y el uso de personajes femeninos menores de edad en los videojuegos.

## Historia

### Dead or Alive 1
Kasumi vivía felizmente con su familia, hasta el día en que su hermano Hayate, hijo del maestro ninja Shiden que tenía que tomar el puesto de líder del estilo Mugen Tenjin de ninjutsu, fue atacado por un asesino llamado Raidou, que lo dejó inválido. Al ver esto Shiden sintió una gran tristeza porque su hijo ya no podría ocupar el lugar que le correspondía como líder del clan y le pidió a su hija menor Kasumi que ocupara el lugar como Líder del Estilo, pero esta, en vez de aceptar el puesto, abandonó su aldea sin decirle nada a nadie con el objetivo de cobrar venganza por el ataque que sufrió su hermano. Con el tiempo descubrió que Raidou iba a participar en el torneo de artes marciales Dead or Alive y entonces decidió concursar para derrotarlo. Kasumi llegó a las finales y venció a Raidou, por lo que cobró venganza sobre el ataque a su hermano y además ganó el primer torneo Dead or Alive.

### Dead or Alive 2
Inmediatamente después de ganar el primer torneo Dead or Alive y derrotar a Raidou, Kasumi fue tomada prisionera por el Proyecto de Desarrollo de Superhombres, liderado por el millonario Víctor Donovan y su compañía DOATEC, que buscaba crear un clon que mantuviera e incluso superase sus increíbles habilidades de combate. Su clon, a quien decidieron llamar "Kasumi Alfa" fue creada mientras ella se encontraba en cautividad, pero más tarde Kasumi logró escapar de las instalaciones de DOATEC. Debido a esto, Kasumi optó por participar en el segundo torneo Dead or Alive con el objetivo de destruir a su clon y de volver a ver a su hermano Hayate; en el torneo Kasumi se encontró con su clon, quien se río de ella. Kasumi le dijo que era una impostora y la derrotó, donde después se enfrentó a su media hermana Ayane, que la llamó "pequeña princesa" (debido a que Kasumi era la hija del jefe de la aldea, y Ayane fruto de una violación que nadie quería dentro del clan). Sin embargo, Kasumi venció también a su media hermana. Al finalizar el torneo encontró de nuevo a su hermano Hayate, pero éste no la reconoció ya que había perdido la memoria tras ser clonado. Kasumi sin entender lo que sucedía entristeció y lo derrotó para después llevárselo con ella de regreso a casa.

### Dead or Alive 3
Cuando Hayate recuperó la memoria y regresó a la aldea, todos tildaron a Kasumi de traidora y día tras día enviaron asesinos altamente cualificados para atentar contra su vida, pero Kasumi logró escapar de los diversos ataques, hasta que un día descubrió que su hermano Hayate había recuperado la salud y la memoria, por lo que participaría en el tercer torneo Dead or Alive para asesinar a Genra (quien había sido capturado y convertido en el monstruo conocido como Omega), razón por la cual ella también quiso participar. En el torneo, Kasumi encontró nuevamente a su media hermana Ayane, quien le mencionó que ahora ella también era una shinobi/ninja fugitiva que abandonó su aldea, pero, sin prestarle importancia, Kasumi solo dijo que iba a ver a su hermano, pero Ayane contestó diciendo que ella ocuparía ese lugar. Finalmente, Kasumi derrotó a Ayane y enseguida fue en busca de su hermano. Al encontrarse con Hayate, este le dice que tendría que matarla para cumplir con el Código de Honor de la aldea. Kasumi le dijo que solo quería estar a su lado y que enfrentaría las consecuencias; ambos pelearon y Kasumi se llevó la victoria, pero no pudo regresar a su aldea ya que no era bien recibida.

### Dead or Alive 4
Kasumi descubre que los ninjas de su aldea se unieron para destruir a la Empresa de Creación de Superhombres (DOATEC) que clonó a Hayate, transformó a Genra y sacó una doble maligna de ella, por lo que decidió participar en el IV Torneo Dead or Alive con el fin de ver a su hermano. En el torneo, Kasumi encontró a su hermano y le pidió que regresaran juntos a la aldea olvidándose de la guerra contra DOATEC, pero de repente Ayane, su media hermana y prima, llega acusando a Kasumi de traidora, además pidiendo a Hayate que continuara con los planes mientras ella detendría a Kasumi, por lo que Hayate se fue dejando a las chicas confrontándose entre sí en un mano a mano en el que Kasumi venció. Después encontró a Helena Douglas, quien le dijo que se apartara de su camino, pero Kasumi hizo caso omiso y le pidió que dejara a los ninjas en paz. Helena respondió diciéndole que fueron los ninjas quienes habían venido a destruir la corporación de su padre, que ella solo estaba defendiéndose. Le explicó que su clon, llamado Alpha-152, estaba a punto de activarse y que tenía el poder de destruir todo lo que estaba alrededor. Kasumi se entristeció al saber que se trataba del suyo, por lo que Helena le dijo que ya no tenía nada que hacer con ella, así que Helena intentó asesinar a Kasumi, apuntándola con su pistola; pero en ese momento, Ryu Hayabusa llegó y le quitó la pistola a Helena con un cuchillo defendiendo a Kasumi. Entonces esta derrota a Helena en una batalla. Finalmente, Kasumi destruyó a su clon, el modelo Alpha-152, y ayudó a los ninjas a destruir DOATEC, por lo que volvió a ser aceptada en su aldea cuando regresó junto a su hermano.

## Recepción
Kasumi ha sido bien recibida por los fanáticos de los juegos y la crítica profesional por su atractivo sexual y sus habilidades en artes marciales, tanto en Japón como en Occidente. En 1998, Computer and Video Games (CVG) presentó a Kasumi como su Estrella del Mes, calificándola de "tan sexy y tan letal (y tan animada)" que también le dice a los lectores que "están obligados a caer enamorados de Kasumi". El artista japonés de manga Kōsuke Fujishima también "se enamoró de ella". La revista N64 describe Dead or Alive 2 como "Kasumi y compañía" y la llamó "más que bienvenida" en GameCube, CVG declaró que "se ve fantástica" en este juego, y la versión previa de la revista Dreamcast declaró que Kasumi "da la bienvenida por su segundo Apariencia conquistadora bajo el foco". La edición brasileña de Xbox Official Magazine comparó el papel de Kasumi en Dead or Alive 2 con el de Ryu en los juegos de Street Fighter como un tipo de personaje "protagonista que todos elegimos al principio, uno de los más versátiles en todos los aspectos, y que posee Un carisma abrumador". En la "Batalla de personajes" de Dreamcast en DC Magazine, Kasumi llegó a las semifinales antes de ser derrotada por Ulala. Al informar sobre Dead or Alive Ultimate en 2004, Video Games Daily la llamó "la chica de pelea favorita de todos". Kasumi fue el segundo personaje más popular entre los jugadores en línea de Ultimate, sobre el cual IGN declaró que "aman a Kasumi porque tiene la mejor vestimenta general del juego" y la notó por tener "tiene, por mucho, El fondo más extraño de cualquier chica DOA". En 2013, Retro Gamere ligió a Kasumi como uno de los 19 "luchadores más geniales de los últimos 30 años" y señaló que es "claramente la cara de Dead or Alive". La revista japonesa Famitsu declaró a Kasumi como la 35º mejor heroína de videojuegos de la década de 1990, siendo ella una de las únicas tres personas que no son Capcom en este juego de lucha.
Según Kotaku , Kasumi se ha convertido en "nada menos que un ícono" en Japón para 2006. Hablando de su popularidad en el país, Itagaki dijo en 2004: "Es casi como que hay demasiadas portadas de Kasumi. Si miras Las revistas japonesas, tal vez el 10% de ellas tienen a Kasumi en su portada". Fue votada como el personaje más popular de la serie DOA entre los fanáticos japoneses en la encuesta oficial del editor Koei Tecmo en 2014, recibiendo más del 19% de los votos. Kasumi también ha alcanzado una gran popularidad en el extranjero. En 2005, ganó el programa de videojuegos Vixens de G4 en la categoría 'Dressed to Kill', Ese mismo año, Kasumi también ganó el premio "¿Quién es el personaje femenino más sexy en Xbox?" encuesta realizada por la Revista Oficial de Xbox, cuando el 52% de todos los votos fueron para ella (Chun-Li ocupó el segundo lugar con el 11%), con el personal de la revista comentando que no fue una sorpresa para ellos. Ella ganó el premio G-Phoria 2007 en la categoría "Mejor bebé más caliente", obteniendo el 55% de todos los votos, quedó en tercer lugar después de Mai Shiranui de The King of Fighters y Chun-Li en un coreano Encuesta de fanáticos de Internet para el Día Blanco 2009, tal como lo hizo más tarde en la encuesta para la chica más erótica en la historia de los juegos de lucha llevada a cabo por el portal web japonés Goo en 2016 (que llegó en cuarto lugar en 2018), y fue elegida segunda en el ranking "Miss of Video Games 2012 "encuesta realizada por la revista polaca PSX Extreme. Daniel Żelazny de PSX Extreme clasificó su atuendo de Shinobi azul como el mejor disfraz femenino de videojuegos en 2014, y señaló que es uno de los personajes favoritos de los Cosplayers.
Kasumi ha sido nombrada en repetidas ocasiones como una de las mejores mujeres ninjas del juego. En 2007, Rob Wright de Tom's Games la presentó como una de las 50 mejores personajes femeninas en la historia de los videojuegos y una de "las vixens de videojuegos de hoy" por ser "una de las ninjas más poderosas y atractivas del mundo". UGO la clasificó décima en su lista de "bellezas de videojuegos" de 2007, y la describió como "freakin 'hot" y "la ninja más atractiva que jamás hayas visto". Chris Buffa, de GameDaily, la clasificó en el número ocho en su lista de 2008 de "las mejores chicas del juego" debido a su amor por las "mujeres ninjas, especialmente las que tienen pechos gigantescos", y escribió "niña, y una de las más peligrosas". En 2010, G4tv.com la llamó" la icónica ninja femenina", y PLAY clasificó a esta "ninja de jengibre favorito de todos como la segunda pelirroja más guapa en los juegos. Machinima, Inc. Steve y Larson's la colocó tercera en su lista de 'diez mejores ninjas en todos los juegos' de 2011, y Gelo Gonzales de FHM incluyen Kasumi entre los nueve 'niños del ninja más sexys de juegos' en una lista de 2012, llamándola "casi pura como van los ninjas" y comparándola con Bela Padilla. En 2013, WatchMojo.com La clasificó aún más como la quinta mejor ninja jugable en videojuegos. En un artículo de 2015 "The Truth About Ninjas", Matthew Burns de Kotaku incluyó a Kasumi, Ayane y Mai Shiranui entre "las ninjas favoritas" de los fanáticos".
Kasumi también ha sido recibida positivamente por sus otros rasgos. Sega Saturn Magazine nombró a la "bella" Kasumi el "cerebro" del primer DOA, con Tina como el "músculo" del juego, y declaró que la molestia está "garantizada para ofender a los sexistas en todas partes", ya que es "fácilmente capaz de defenderse contra la Los luchadores machos machos del juego". James Hawkins, de la División de Joystick, describió a Kasumi como "una luchadora mortal cuando tiene que ser, y una persona cariñosa y apasionada cuando no lo hace. En un juego lleno de luchadoras sexy, separarse de la manada es una Una hazaña realmente impresionante. Y Kasumi ha hecho precisamente eso". La edad la clasificó número 36 en su lista de 2008 de los 50 mejores personajes de Xbox de todos los tiempos, y PC Games Hardware la clasificó como una de las personajes femeninas más importantes en la historia de los videojuegos. GameDaily la presentó en un artículo de 2009 sobre "los mejores patriotas" de los juegos y declaró que "es difícil imaginar un mundo de videojuegos sin la encantadora Kasumi". En 2011, el portal web polaco Wirtualna Polska la incluyó como una de las 15 "chicas que te patearán el trasero" y señaló que a pesar de que fue creada como un personaje femenino fuerte solo para atraer a "gustos bajos de algunos jugadores masculinos, "ella sigue siendo una chica dura". Junto con Ayane, Kasumi se ubicó en el décimo lugar de la lista de "videojuegos" de la edición española de IGN. En 2012, WatchMojo.com la clasificó como el noveno personaje de juego de lucha más icónico, calificándola de una mujer sin duda perfecta, mientras que The Daily Observer la incluyó entre los 32 candidatos a la "campeona definitiva de juegos de lucha". WatchMojo.com colocó a "esta hermosa pelirroja" que "limpia el piso con sus oponentes gracias a su velocidad" quinto en su clasificación de 2014 de los mejores personajes femeninos de juegos de lucha. Por otro lado, Kurt Kalata de Hardcore Gaming 101 la criticó por ser una "insoportable Mary Sue", particularmente en Dimensiones.
Kasumi se ha convertido en un tema frecuente de Cosplay, especialmente en Japón e incluye jugadores cruzados masculinos Al escribir sobre la popularidad del personaje de cosplay de la comunidad, donde ella, Ayane y Leifang de haber sido los más populares DOA cosplays entre los aficionados japoneses desde la década de 1990. Brian Ashcraft de Kotaku escribió en 2012: "Kasumi es uno de los personajes más icónicos de los juegos japoneses. Su atuendo de ninja en sus diversos colores se reconoce al instante. No está simplemente en Dead or Alive; ella es Dead or Alive". La actriz y modelo Leila Arcieri eligió a la "increíble" Kasumi como personaje de juego con el que se uniría si fuera necesario. WomanGamers.com apreciaba la representación de Kasumi "como una mujer de acción y acciones" que está "dispuesta a arriesgar todo para buscar a su hermano desaparecido". El sitio web opinó que el personaje sufrió "el 'jiggle wiggle peek-a-boo factor' por el cual la serie es famosa e infame", pero sin embargo la calificó como 8.14/10 como "un personaje muy agradable". También destacó positivamente "la popularidad de los personajes DOA con las mujeres japonesas, junto con el hecho de que estas mujeres no son retratadas como damiselas en peligro, sino que se muestran como oponentes peligrosos con sus propias agendas". El seudónimo de la jugadora profesional Marjorie Bartell "Kasumi Chan" El alias de otro jugador profesional, Marie-Laure Norindr "Kayane" de Francia, fue creado a partir de una conjunción de los nombres de sus dos personajes favoritos de DOA, Kasumi y Ayane. Kasumi es el personaje favorito de DOA de la escritora de cómics estadounidense Gail Simone.

### Símbolo Sexual
Múltiples publicaciones han elegido a Kasumi como un símbolo sexual de videojuegos. Chris Carle de IGN escribió, "esta sensual pelirroja también es una favorita de los fanáticos, y no es difícil ver por qué. Además de ser una luchadora tan talentosa, ha recibido una de las mejores cuerpos digitales nunca, Además ella es una ninja maldita". TeamXbox la clasificó como la tercera "nena de Xbox" en 2004, declarando: "Cuando imaginamos a nuestra nena Tecmo ideal, Kasumi encaja a la perfección. Ha luchado para abrirse camino en los corazones y las mentes de millones de jugadores" y además la incluyó entre sus "11 bellezas en el universo de Xbox" en 2009. ZoominGames la clasificó como la tercera "nena de juegos" en 2012, así como la principal mujer asiática en juegos (por su atractivo sexual) en 2013. También en 2013, Steve Jenkins de CheatCodes.com la declaró como la tercera "chica de videojuegos más popular" de todos los tiempos, y agregó que aunque nuestra votación solo nos permitió clasificarla como la número 3, siempre será la número 1 en nuestros corazones". MTV UK la colocó en el 31° lugar de su lista de 2015 de los personajes de videojuegos más atractivos independientemente de sus géneros.
Gavin Mackenzie, de PLAY, escribió que los "senos de Kasumi explotan el mito de que a los ninjas les gusta pasar desapercibidos, ya que hacen que sea imposible no darse cuenta de Kasumi". En 2004, la revista oficial de PlayStation (Australia) eligió a Kasumi como uno de los diez mejores personajes del juego "para invitar a tu fiesta", representando a "hermosas chicas rebotando". "Esta voluptuosa zorra con un cuerpo asesino y los movimientos para emparejar" a menudo se presentaba como la característica de 'Babe of the Week' de GameDaily, incluida en las galerías "Girl Power", "Asian Beauties" y "Kasumi". GamePro la ubicó en el tercer lugar en su lista de 2007 de "top asses in gaming" y Hawkins de Joystick Division la ubicó en el noveno lugar en su lista de 2011 de "los mejores traseros" en la historia de los videojuegos. En 2011, Ross Lincoln de GameFront clasificó a Kasumi 'mientras que Rich Shivener de Joystick Division los eligió (junto con Tina Armstrong) como el séptimo "cofre más increíble" de los videojuegos. Sega Saturn Magazine declaró en 1997 que sus senos están "avergonzando incluso a Lara Croft, y solo se puede referir como los senos más grandes y abundantes en los que nos hemos quedado boquiabiertos", mientras que la china NetEase clasificó ella como el segundo personaje principal del juego de "ojos dulces" en la historia en gran parte debido a la impresión que sus disfraces sexy y la física de los senos han creado en los primeros juegos de la DOA. En 2012, Zachary Miller, de Nintendo World Report, clasificó a Kasumi como la segunda "heroína principal" en Nintendo sistemas únicamente por su apariencia en Dimensions para la Nintendo 3DS, señalando que "Tina y Kasumi son las únicas mujeres con trajes de bikini, y ambas muestran el habitual DoA jiggle más que las otras mujeres". Ese mismo año, la edición italiana de Tom's Games incluyó a Kasumi entre los diez mejores mejores escotes en videojuegos: "Podríamos haber elegido las formas más abundantes de Tina, o los disfraces provocativos de Christie, pero preferimos a Kasumi en su traje clásico".
La revista española PlanetStation colocó a Dead or Alive 2 entre los cinco juegos más atractivos de PlayStation para cualquier pelea entre Kasumi y Ayane. En 2009 en Polonia, fue catalogada como una de las 21 "damas sexy de los juegos de computadora" por Fakt, mientras que benchmark.pl la incluyó en su lista de las protagonistas de videojuegos más sexys. Interia.pl incluyó a Ayane, Christie y Kasumi entre las "heroínas de juego más atractivas" de 2012. El portal web checo iDNES.cz la eligió a ella, Taki y Lara Croft como los tres mejores videojuegos mejor dotados heroínas en 2008 y la revista de juegos francesa Retropolis colocó a Kasumi en el séptimo lugar en un ranking de 2013 de las chicas más sexys en los juegos de lucha en los que los criterios principales eran los bustos. En 2015, la televisión indonesia Liputan 6 incluyó a Kasumi entre las diez mujeres orientales más bellas en los videojuegos, mientras que el diario vietnamita Thanh Niên clasificó a esta "poderosa guerrera ninja de buen corazón" como el tercer personaje femenino más atractivo del juego. En 2016, los usuarios del sitio web japonés Nicnico la votaron como el tercer personaje de juego más erótico de la historia.

### Versión de la película
La versión de Kasumi de la adaptación cinematográfica obtuvo una recepción mayoritariamente negativa, al igual que la propia película. Complex se quejó de que la apariencia de Kasumi "no es tan central en la película como lo es la franquicia del juego, que por supuesto atribuimos al racismo intratable de la industria del entretenimiento en este país Estados Unidos". Una revisión por Noelani Torre del Philippine Daily Inquirer señaló: "Por alguna razón, la princesa ninja vive en lo que parece ser la Ciudad Prohibida. ¿Han invadido los ninjas a China?" Este ajuste confundirse NY Daily News crítico Jack Mathews, quien pensó Kasumi era una princesa china. Mikel Reparaz de GamesRadar opinó que la escena en la que Kasumi abandona su clan era la escena "más ridícula" de la película y la incluyó en su lista de 2009 de los 16 momentos de películas de videojuegos "más increíblemente malos". UGO declaró que Kasumi "pasó de la escena de la lucha de artes marciales al paracaidismo sin parpadear" como el momento definitorio de la película, y señaló que "se mantiene conservadora en un mundo lleno de tonterías".
El portal web polaco Gildia.pl presentó la versión de videojuego de Kasumi como su "Gamegirl of the Week", pero calificó el papel de Aoki en la película como un "contratiempo total". Según Dan Amrich, de la revista oficial de Xbox, "el melodrama de la búsqueda del ninja falso de Kasumi por su hermano no funciona si la gente que cuenta la historia no se molesta en actuar". Roger Moore, de Orlando Sentinel, opinó que el cabello púrpura de Natassia Malthe (Ayane) "hace que se vea aún menos japonesa que Aoki" Kurt Kalata de Hardcore Gaming 101 comentó que Kasumi fue "tristemente interpretada por pancake-face Devon Aoki, "Aoki señaló que le faltaba el tamaño para representar a "la ninja con el escote más perfecto del mundo". Sin embargo, Complex la clasificó como la décima en su lista de 2011 de "mujeres más populares en las películas de videojuegos", pero con un factor de similitud de solo el 52%.

### Controversias y el Contenido no Oficial
Somos un desarrollador japonés, y estamos creando personajes femeninos con nuestro sentido común y nuestro sentido creativo. Cuando llevas eso a países fuera de Japón, en algunos casos tiende a ser muy malinterpretado, personas consideradas sexistas o despectivas, etc. Para nosotros, dentro de nuestra cultura, estamos mostrando a las mujeres así, y estamos tratando de Haz que se vean atractivos. No podemos ayudar si otras culturas en otros países alrededor del mundo piensan que es una mala representación. Dentro de nuestra nacionalidad y dentro de nuestras fronteras nacionales, obviamente tenemos la moral de la que creamos nuestros personajes femeninos, pero dentro de nuestra sensibilidad japonesa, hemos hecho que esos personajes sean como son y no vamos a dejar de hacerlo.
El jefe del Equipo Ninja Yosuke Hayashi en 2012. La recepción negativa del personaje del juego incluía acusaciones de objetivación sexual y una controversia sobre los personajes menores de edad. De acuerdo con la revista oficial de Xbox, "los núbiles niñas de DOA siempre han sido un poco controvertido, con tipos de mente altos lamentando el uso gratuito de la rebotando pechos pero en Xbox, estas críticas parecen haber muerto de distancia. La brillantez de DOA3 debe haber hecho que todas las jugadoras, incluidas las feministas, se den cuenta de que Tina, Kasumi y otros son en realidad bastante aptas.
The Daily Mirror opinó que "la excitación sexual podría estar desviando a un niño de 11 años cuando las bragas brillan y los senls rebotan pero, en términos de contenido, es difícil creer un escenario en el que un japonés de 18 años una chica como Kasumi, cuya comida favorita es el yogur de fresa, se enfrentaría a un luchador profesional estadounidense de 46 años de edad y esperaría ganar". Shawn Sines de GameFront utilizó las imágenes de Taki de Soulcalibur II y Kasumi de DOAX2 para ilustrar el artículo crítico de 2007 sobre "la implementación de videojuegos de modelado de senos femeninos" y utilizó la serie Dead or Alive como ejemplo. En 2010, David Houghton de GamesRadar eligió a Kazumi, Lara Croft y a Ivy Valentine de Soulcalibur como ejemplos de los protagonistas de videojuegos mujeres que son 'todas adolescentes purulentas para hacerse una paja fantasías'. Ese mismo año, Jeff Marchiafava de Game Informer eligió a Kasumi como un personaje que al personaje de Twilight Edward Cullen le gustaría porque ella "es menor de edad". Wirtualna Polska clasificó a Kasumi de Dead or Alive 4 como la segunda posición de Bayonetta entre las "representaciones más irreales y sexistas de mujeres en juegos". Rich Shivener de Joystick Division incluyó a "She Kicks High" en el número cuatro de su lista de los comerciales de videojuegos más controvertidos, y escribió: "En cierto modo, Tecmo se está burlando de sí mismo por incluir un escote excesivo y similares en los juegos Dead or Alive. Al menos son honestos: Kasumi es totalmente patética y sus compañeras femeninas también son llamativas". En 2012, Harris O'Malley de Kotaku incluyó a "Kasumi, Ayane o Ivy" como ejemplos de personajes femeninos objetivados en videojuegos. Stephen Crane, de Bitmob, incluyó a Kasumi entre "los personajes femeninos más icónicos del juego",  al tiempo que argumentaba que casi todos los "han sido increíblemente sexualizados". Josh Engen, de Cheat Code Central, usó una imagen de Kasumi para ilustrar la "preconcepción frustrante (e incorrecta)" de que los jugadores son sexistas. La versión básica de Alpha-152 se incluyó en la lista de 2014 de GamesRadar de los siete "personajes incómodamente sexy de los videojuegos".
La representación de Kasumi para menores de edad y una característica en Dead or Alive: Dimensions llamada Figure Mode, que permite a los jugadores capturar imágenes de los personajes desde todos los ángulos y guardarlos, se vincularon a la decisión de Nintendo de no vender el juego en Suecia, supuestamente debido a Las estrictas leyes de Pornografía infantil del país. Al enterarse de la prohibición nórdica y de que las Dimensiones se vendían en Australia con una clasificación PG, el ministro de Asuntos Internos Brendan O'Connor y la Junta de Clasificación de Australia volvieron a examinar el juego y revocaron su clasificación, aunque Nintendo Australia aseguró que El juego no contenía ningún material que pudiera considerarse pornografía infantil. Al volver a enviar, el juego recibió la clasificación M más fuerte (pero no restringida por edad) y se volvió a lanzar poco después. La portada del juego, que incluía a Kasumi de alta patada, se modificó ligeramente para el lanzamiento de Estados Unidos. Los informes que indicaban que se había hecho para apaciguar a la JERS aparecían, pero un portavoz de Tecmo Koei afirmó que "todo esto se está desbocando. La verdad es que cuando presentamos el cuadro como está de Japón, hubo algunos participantes tanto internos como externos que pensaron que podría haber algún problema con la imagen. Nadie "exigió" que se cambiara nada, solo se señaló. Usted tiene que elegir sus batallas y encubrir esa pequeña parte de la imagen parecía ser inofensivo.
Kasumi es un tema popular de los cómics eróticos dōjinshi no oficiales en los que a menudo tiene relaciones sexuales con Ayane. Ella ha sido objeto de una serie de otros medios no oficiales para adultos, incluyendo una película erótica protagonizada por Nao Oikawa, una machinima pornográfica y un juego erótico con un CD con una muestra vocal erótica; 14 de las canciones del juego también fueron lanzadas por separado. Un mod de fan agrega a Kasumi a Ultra Street Fighter IV, mapeandola sobre Chun-Li.

## Apariciones
- Doa 1:PlayStation 1. Sega Saturn. Arcade
- Doa 2: Sega Dreamcast
- Doa Hardcore:PlayStation 2.
- Doa 3:Xbox.
- Doax 1:Xbox.
- Doa 2 Ultimate (Remake):Xbox.
- Doa Xtreme Beach Volleyball: Xbox
- Doa 4:Xbox 360.
- Doa Xtreme Beach 2: Xbox 360
- Doa Paradise:PSP.
- Doa Dimensions:Nintendo 3DS.
- Doa Online:PC.
- Doa 5:PlayStation 3 y Xbox 360.
- Doa 5 Ultimate:PlayStation 3 y Xbox 360.
- Doa 5 Last Round: PlayStation 3 (Digital). Xbox 360 (Digital). PlayStation 4. Xbox One. PC
- Doa Xtreme Beach 3: PlayStation 4. PlayStation Vita. Nintendo Switch
- Doa 6: PlayStation 4. Xbox One. PC